# Dachshund (ген)
dachshund (dac) — це ген, що бере участь у розвитку фасеткового ока членистоногих, а також відіграє певну роль у розвитку ніг. Активується геном Distal-less (Dll). 
Гомолог dachshund (DACH1) регулює пухлиногенез у людини як частина комплексу генної детермінуючої мережі сітківки (англ. Retinal Determination Gene Network, RDGN), а в онкохворих спостерігається зміна експресії DACH1. Його гомологи утворюють родину SKI/SNO/DAC (Pfam PF02437 [Архівовано 4 жовтня 2019 у Wayback Machine.]).